# Francesco Vecchi
Francesco Vecchi (Milano, 7 luglio 1982) è un giornalista, conduttore televisivo e scrittore italiano.

## Biografia
È cresciuto a Milano dove si è diplomato presso il liceo classico Giuseppe Parini e laureato all'Università commerciale Luigi Bocconi, in discipline economiche e sociali. Ha trascorso alcuni periodi di studio in Germania, a Kiel, nello Schleswig-Holstein e negli Stati Uniti d'America, a Filadelfia, presso la Wharton School of the University of Pennsylvania. Per l'Università commerciale Luigi Bocconi ha lavorato nel 2006 come ricercatore e assistente di Guido Tabellini. Oltre all'attività da giornalista, è autore di romanzi, saggi, opere teatrali e libri per bambini. È anche consulente aziendale.
Dopo una breve esperienza a Radio Capital nell'estate del 2002, ha lavorato come giornalista sportivo, prima al giornale Controcampo, poi nella redazione sportiva di Mediaset dal 2004 al 2013: per la redazione di Sport Mediaset ha seguito come inviato il Campionato mondiale di calcio 2010 in Sudafrica, il Campionato europeo di calcio 2012 in Polonia e Ucraina e tutte le finali di Champions League dal 2010 al 2013. Per diversi anni ha firmato la rubrica settimanale Le Pagelle per la trasmissione Controcampo e la rubrica Ci Piace per la trasmissione Sport Mediaset XXL.
Dal 2013 si occupa di attualità: sulla rete all-news TGcom24 ha condotto diverse trasmissioni tra cui Checkpoint e Zerovirgola. Per il TG5, sotto la direzione di Clemente Mimun, dal 2014 al 2016 ha condotto il TG5 Prima Pagina. Dal 2016 conduce su Canale 5 Mattino Cinque insieme a Federica Panicucci, per la redazione Videonews, diretta da Claudio Brachino.
Ha collaborato con il quotidiano Libero, con Linkiesta.it e con il Corriere della Sera, firmando i suoi articoli per l'inserto L'Economia.

## Programmi televisivi
- TG5 Prima Pagina (Canale 5, 2014-2016)
- Mattino Cinque (Canale 5, 2016-2021)
- Stasera Italia - Estate (Rete 4, 2018)
- Mattino Cinque News (Canale 5, dal 2020)

## Opere
- Avrà l'odore delle cose nuove, Milano, Leone Editore, 2014. ISBN 978-88-6393-169-3.
- Il Grande Rudi, Milano, Leone Editore, 2017. ISBN 978-88-6393-371-0.
- Spredica: monologo in tre atti, Milano, 2008.
- I figli del debito, Piemme, 2019. ISBN 978-88-566-7239-8[2]
- La vera storia del lupo cattivo, Bookroad, 2019. ISBN 9788833220161[3]
- Gli Scrocconi, Piemme, 2021. ISBN 9788856679649
- Doremì, l'uccellino che non sapeva volare, Bookroad, 2021. ISBN 978-8833221304
- Non dobbiamo salvare il mondo, Piemme, 2023. ISBN 978-8856686333

## Riconoscimenti
- Premio Letterario Sofia - Milano nel 1998 con il racconto Matrioska[4]
- Premio Internazionale Città di Cattolica nel 2015 con il romanzo Avrà l'odore delle cose nuove[5]
- Premio per la Cultura Mediterranea - Cosenza nel 2015 con il romanzo Avrà l'odore delle cose nuove[6]
- Premio Letterario Internazionale Montefiore Romanzo dell'anno nel 2017 con il romanzo Il Grande Rudi[7]
- Premio Torre d'Argento XXVIII Edizione - Santa Maria di Licodia nel 2017[8]
- Premio Simpatia - Roma - 2019[9]